# Młyn w Janinowie
Młyn w Janinowie (dawniej: w Kolonii-Gosławicach) – młyn wodny nad Mrogą wybudowany przed 1939 r. na obszarze obecnej wsi Janinów (przysiółek Kolonia Gosławice-Młyn), w powiecie łowickim, w województwie łódzkim.

## Historia
Młyny wodne w tej lokalizacji istniały przynajmniej od połowy XIX w. Do 1945 r. właścicielami młyna byli osadnicy niemieccy. W okresie PRL młyn działał pod zarządem Gminnej Spółdzielni "Samopomoc Chłopska" w Bielawach, a następnie (w 1973 r.) został wykupiony wraz z działką przez prywatnego przedsiębiorcę. Wówczas przeszedł znaczną modernizację wyposażenia. W 2000 r. w młynie została zainstalowana elektrownia wodna.

## Charakterystyka
Młyn jest budynkiem o konstrukcji słupowo-ryglowej, drewnianym z desek nabitych pionowo na ceglanych fundamentach. Zachowała się znaczna część wyposażenia, m. in. turbina wodna.

## Galeria

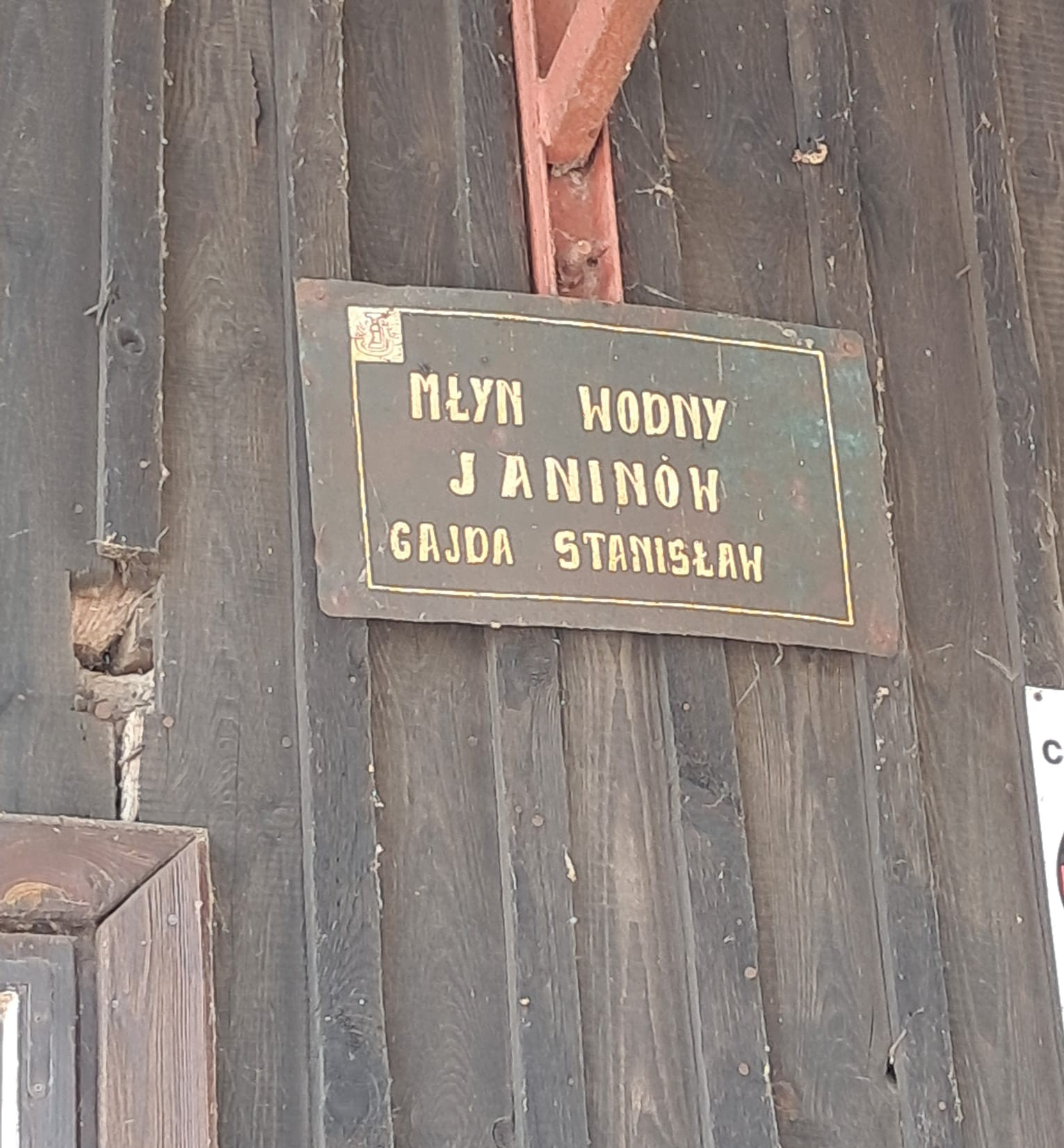
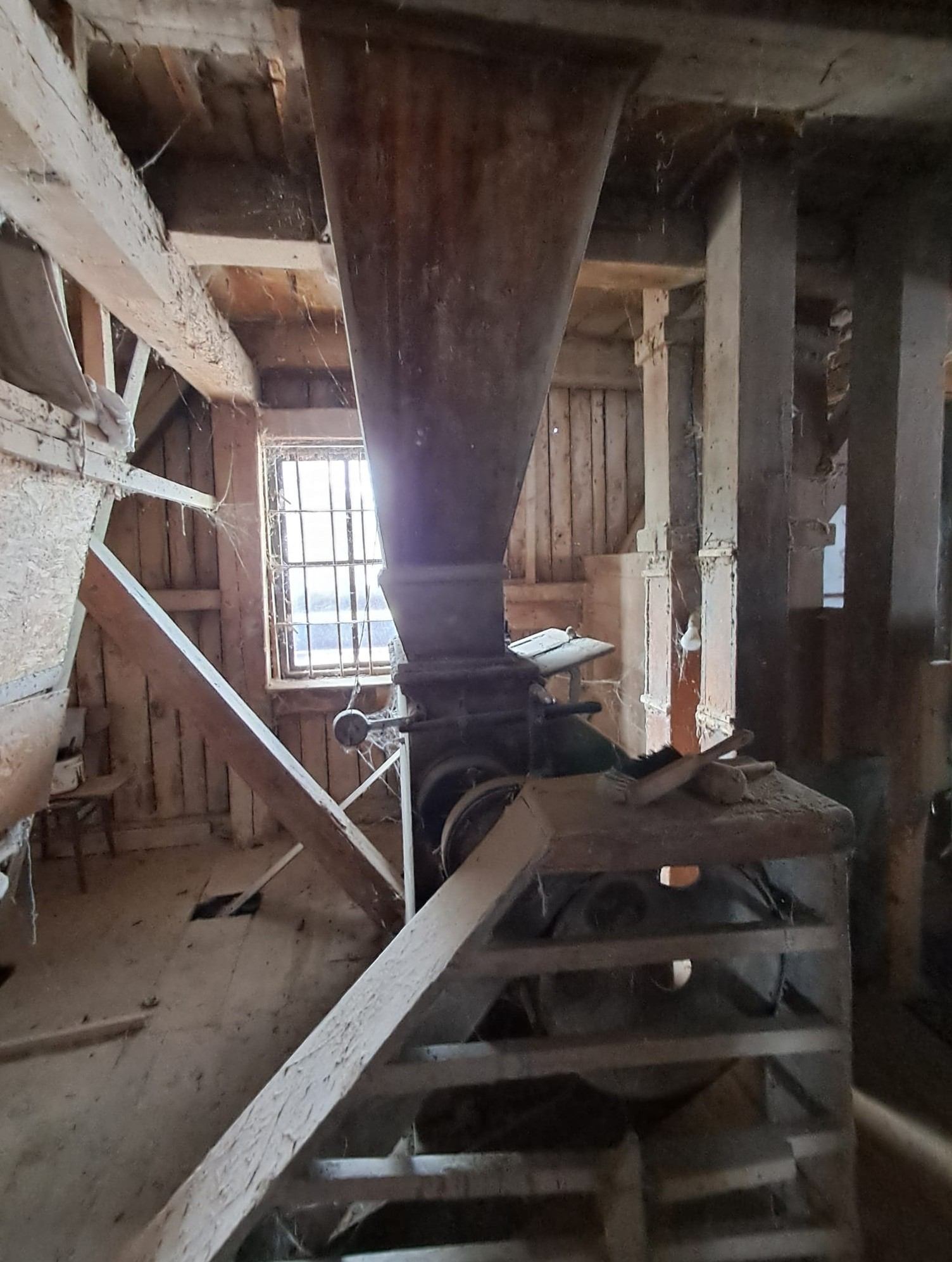
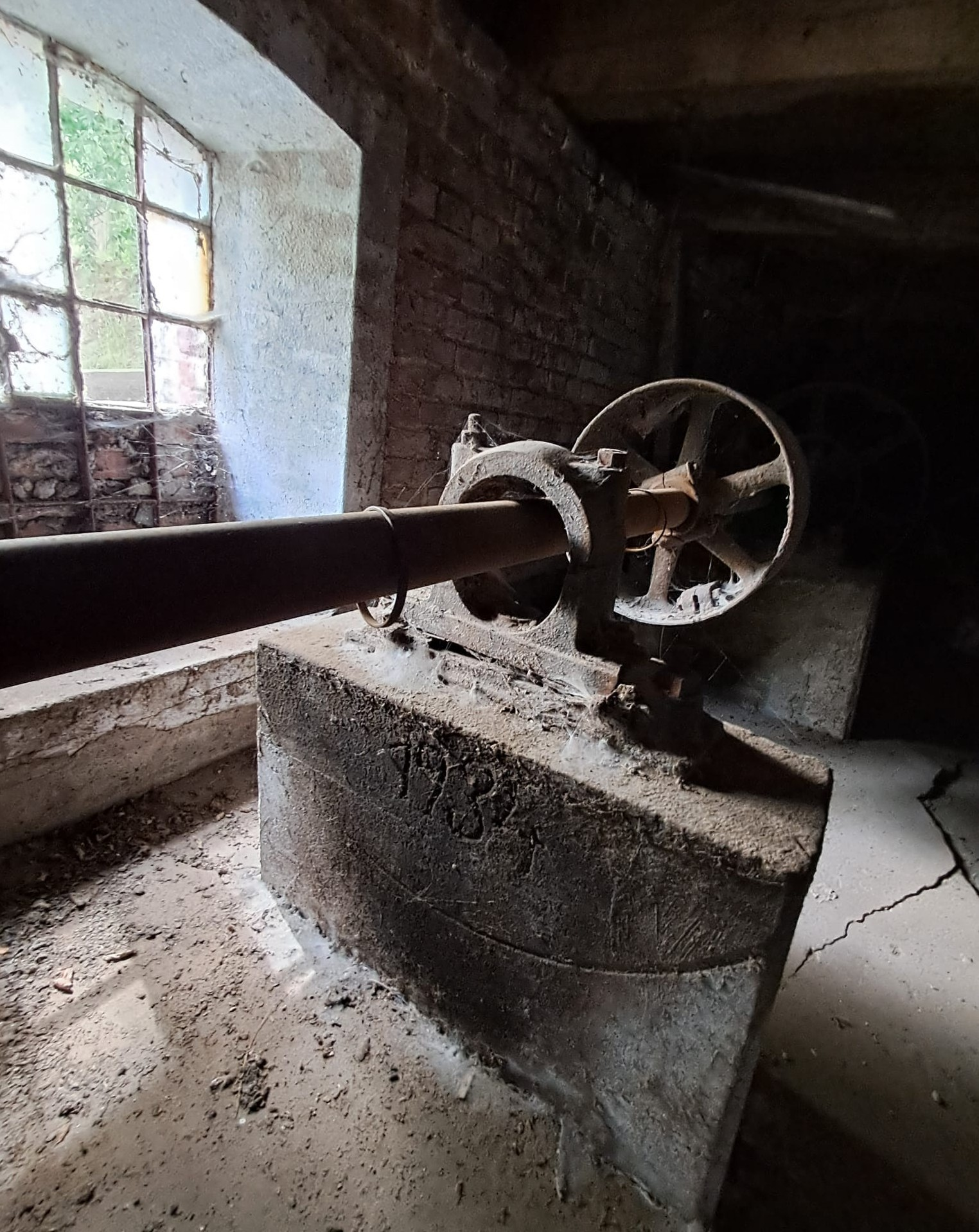
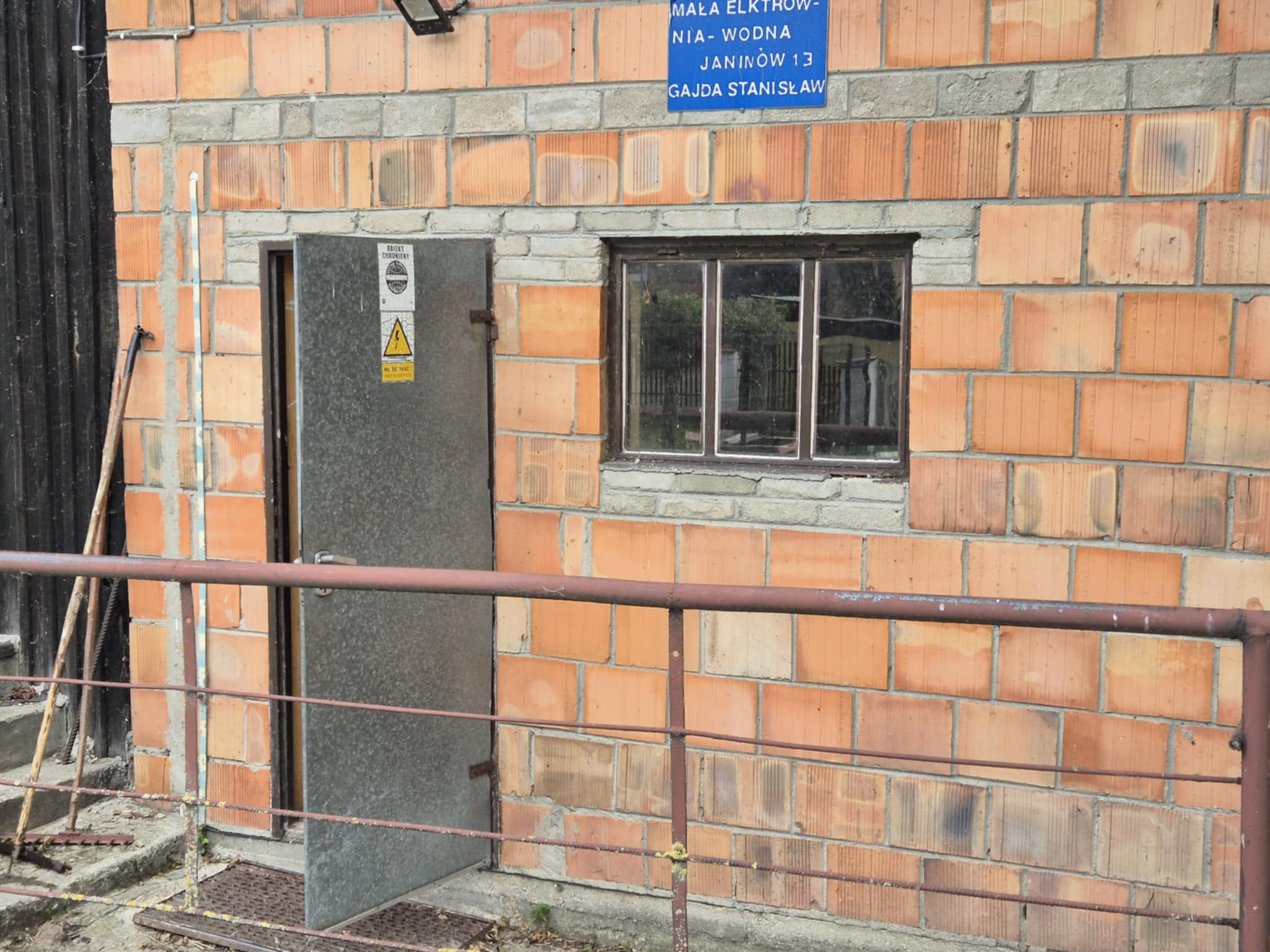
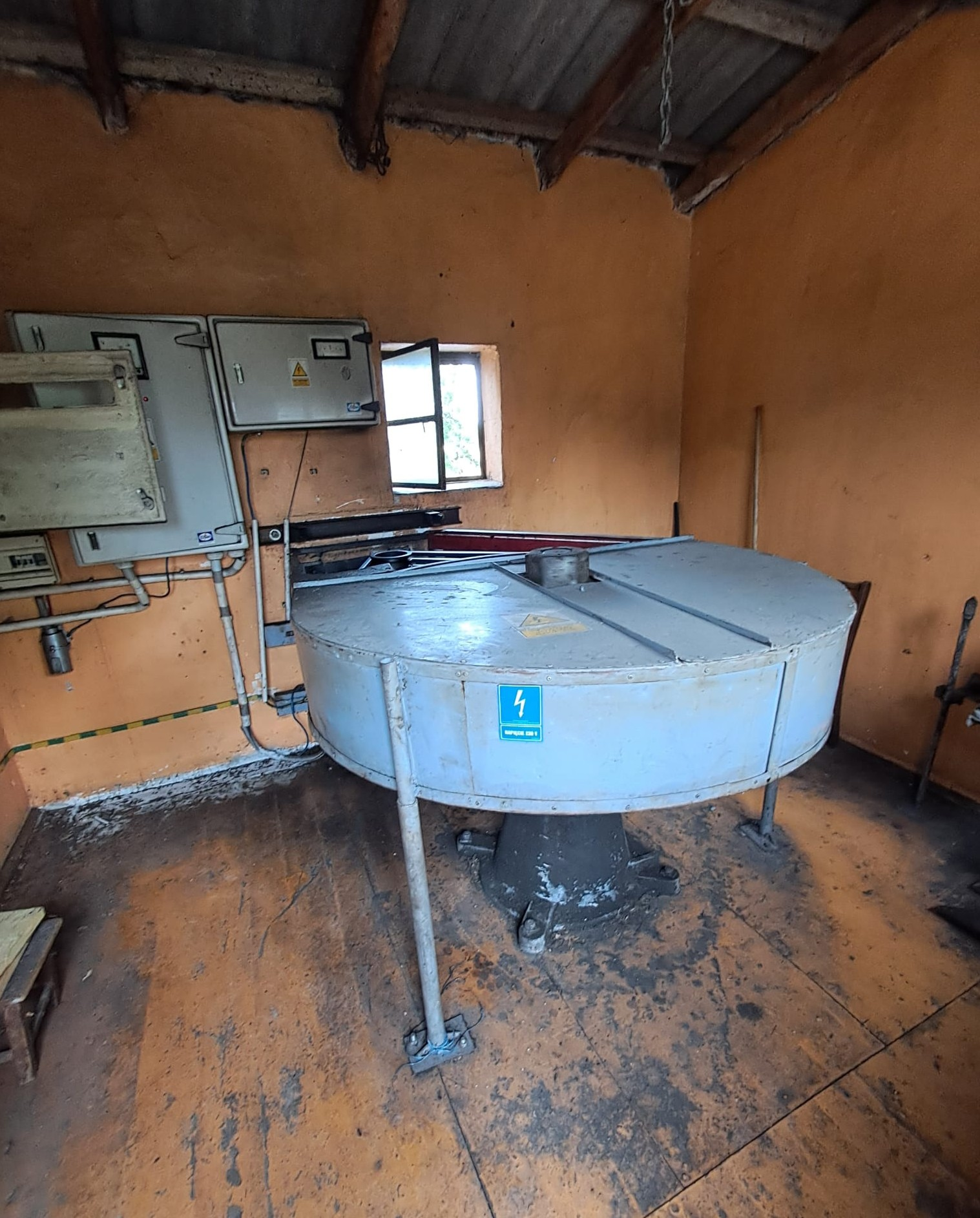